# 739 Мандевіль
739 Мандевіль (739 Mandeville) — астероїд головного поясу, відкритий 7 лютого 1913 року.
Тіссеранів параметр щодо Юпітера — 3,244.